# Icy (сингл)
«Icy» — сингл американського репера Gucci Mane з його дебютного студійного альбому Trap House. Пісню записано з участю Young Jeezy й Boo з дуету Boo & Gotti.
Суперечка з приводу можливого потрапляння пісні на альбом Young Jeezy Let's Get It: Thug Motivation 101 (2005) спричинила довготривалу ворожнечу між ним і Gucci. Крім того, за деякою інформацією, Jeezy нібито не виплатили гонорар за його куплет.
На пісню існує відеокліп. Режисер: Ліза Каннінґем.

## Чартові позиції
| Чарт (2005)                       | Найвища позиція |
| --------------------------------- | --------------- |
| US Bubbling Under Hot 100 Singles | 5               |
| US Hot Rap Tracks                 | 23              |
| US Hot R&B/Hip-Hop Songs          | 46              |